# Ciclón Gabrielle
El ciclón tropical severo Gabrielle fue un ciclón tropical extremadamente intenso que golpeó la Isla Norte de Nueva Zelanda, así como partes de Vanuatu y Australia. Es considerado como el ciclón tropical más costoso registrado en el hemisferio sur, con daños estimados en al menos 13.5 mil millones de dólares neozelandeses (8.42 mil millones de dólares estadounidenses), y además fue el ciclón más intenso en azotar Nueva Zelanda desde el ciclón Giselle en 1968, superando al ciclón Bola en 1988. La quinta tormenta con nombre de la temporada de ciclones en la región australiana de 2022-23 y el primer ciclón tropical severo de la temporada de ciclones en el Pacífico Sur de 2022-23. Gabrielle se notó por primera vez como una baja tropical en desarrollo el 6 de febrero de 2023, mientras que estaba ubicado al sur de las Islas Salomón antes de que fuera clasificado como ciclón tropical y nombrado Gabrielle por la Oficina de Meteorología. El sistema alcanzó su punto máximo como un ciclón tropical severo de categoría 3, antes de trasladarse a la cuenca del Pacífico Sur, luego degeneró rápidamente en una baja subtropical el 11 de febrero de 2023.
La isla Norfolk se colocó bajo alerta roja cuando Gabrielle se acercó, mientras que se emitieron advertencias de fuertes lluvias y viento en toda la isla norte de Nueva Zelanda. Los estados de emergencia que ya estaban vigentes en Auckland y Coromandel como resultado de las inundaciones de la Isla Norte de Nueva Zelanda de 2023 se extendieron y se declararon nuevos estados de emergencia en otras áreas. El ciclón azotó Nueva Zelanda del 12 al 16 de febrero, y el 14 de febrero de 2023 se declaró el estado de emergencia nacional en el país.

### Región australiana

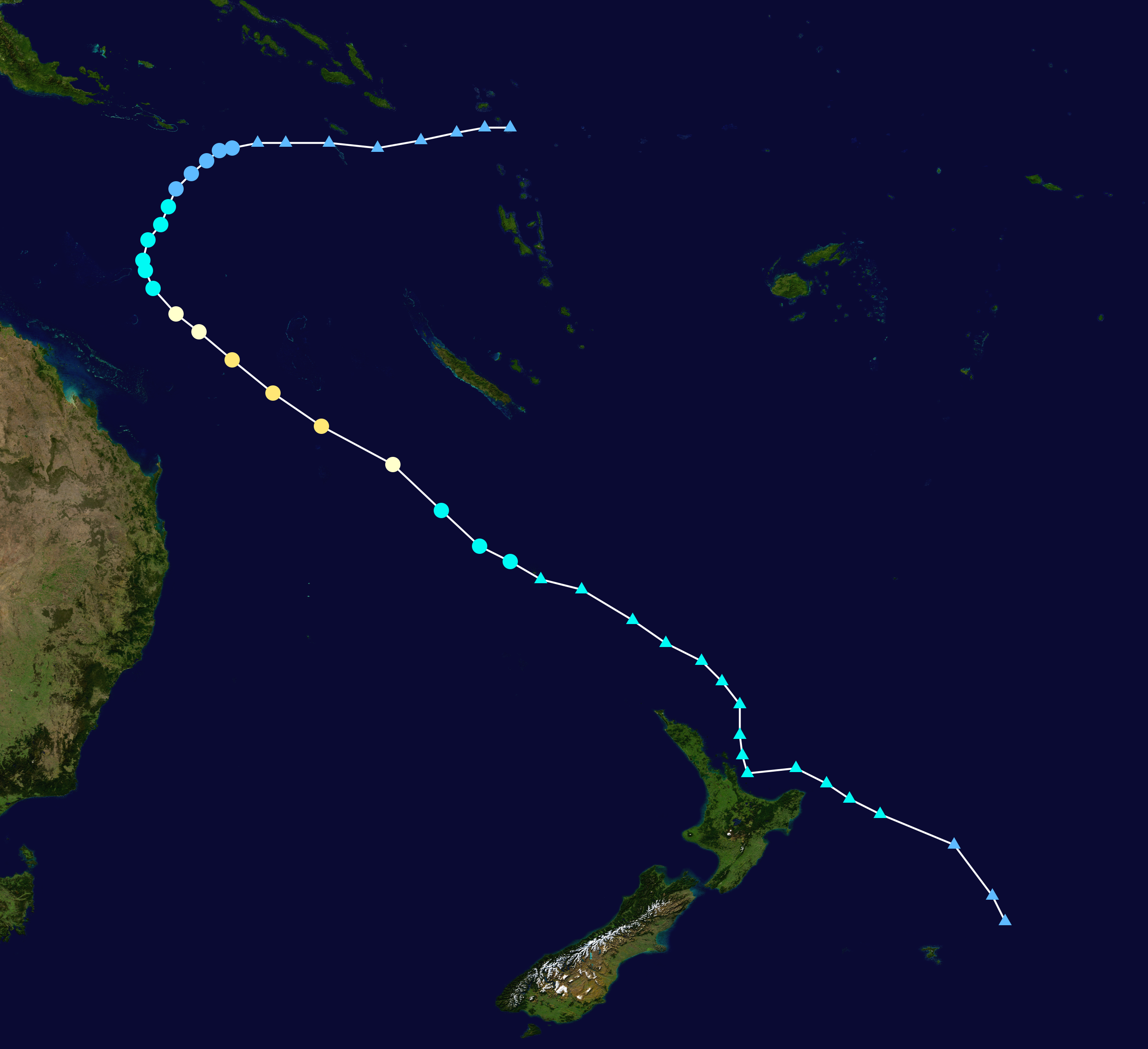
Mapa que traza la trayectoria y la intensidad de la tormenta, de acuerdo con la escala de huracanes de Saffir-Simpson